# Haanja
Haanja – wieś w Estonii, w prowincji Võrumaa, w gminie Rõuge. W latach 1991–2017 była siedzibą wiejskiej gminy Haanja.